# Una donna distrusse
Una donna distrusse (Smash-Up, the Story of a Woman) è un film del 1947 diretto da Stuart Heisler. Si dice che la storia si ispirata a quella del turbolento primo matrimonio di Bing Crosby con l'attrice Dixie Lee.

## Trama
Arrivata in ospedale, Angie Evans racconta la sua storia. La ragazza è cantante in un night club dove conosce e si innamora di Ken Conway, un altro cantante dalla promettente carriera che viene aiutato da Mike Dawson, l'agente di lei.
Il successo arriva ma Angie, diventata madre, vede la sua carriera bloccata e inizia a bere. Sospetta inoltre che il marito abbia una relazione con Martha, la loro segretaria. Dopo l'ennesima ubriacatura a un party, Ken si rivolge agli avvocati per chiedere il divorzio e la custodia della figlia.
Aiutata da Mike, Angie trova lavoro in un club con l'intenzione di restare sobria per non perdere la figlia ma si ritrova a bere in un bar per poi finire a casa di uno sconosciuto.
Angie allora decide di rapire la figlia e la porta in una casa isolata. Dopo aver messo a letto la bambina, la donna beve e accidentalmente provoca un incendio. Solo le urla della figlia la svegliano e le due riescono a mettersi in salvo anche se lei riporta una profonda ustione al volto.
Resasi conto di essere giunta in un punto di non ritorno, finalmente chiede un aiuto medico anche grazie a Ken che nonostante tutto vuole stare al suo fianco.